# Єлісєєв Юрій Костянтинович
Юрій Костянтинович Єлісєєв (нар. 26 вересня 1949, Свердловськ, Луганська область, Українська РСР) — український радянський футболіст, український тренер. Майстер спорту СРСР (1971), майстер спорту СРСР міжнародного класу, бронзовий призер літніх Олімпійських ігор 1972 року в Мюнхені.

## Біографія
За одними даними, в 1969 році, будучи гравцем свердловського «Шахтаря», зіграв один тайм у товариському матчі за Ворошиловградську «Зорю». За іншими — в «Зорю» прийшов у 1971 році з московського «Локомотива» через «Локомотив» з Калуги.
За «Зорю» у вищій лізі чемпіонату СРСР відіграв 8 сезонів, в 1972 році став чемпіоном СРСР. Провів 4 матчі в Кубку чемпіонів в 1973 році. Через розбіжності з головним тренером команди Йожефом Сабо перейшов в куйбишевський «Крила Рад», за який грав в 1978–1979 роках.
У 1979 виїхав у НДР, виступав за німецький футбольний клуб Бабельсберг; клуби з Хеннігсдорфа та Мерзебурга.
В 1972 році зіграв 7 матчів і забив 2 голи у складі бірної СРСР. На Олімпійських іграх 1972 року зіграв 3 матчі і забив один м'яч за олімпійську збірну (матч зі збірної Марокко). Бронзовий призер Олімпійських ігор.
Після закінчення кар'єри гравця працював директором спорткомплексу при заводі імені Якубовського, директором спортшколи «Юність», тренером «Зорі». В 2000–2002 рр.. був головним тренером «Зорі». Працює тренером-інструктором в Луганському обласному вищому училищі фізичної культури.

## Досягнення
- Чемпіон СРСР: 1972
- Бронзовий олімпійський призер: 1972